# Catada rubricaea
Catada rubricaea är en fjärilsart som beskrevs av Schultze 1907. Catada rubricaea ingår i släktet Catada och familjen nattflyn. Inga underarter finns listade i Catalogue of Life.